# Toomas Leius
Toomas Karlovitch Leius (en russe : Томас Карлович Лейус), né le 28 août 1941 à Tallinn et mort le 7 février 2025, est un joueur de tennis soviétique d'origine estonienne.

## Carrière
Formé par Evald Kree, Toomas Leius commence le tennis à l'âge de 10 ans et devient champion junior de Wimbledon en 1959.
Particulièrement performant dans les compétitions organisées en Union Soviétique, il remporte à quatre reprises le championnat national en simple (1963, 1964, 1965 et 1968), deux fois en double messieurs et quatre fois en double mixte. Il a également remporté les Internationaux d'Union Soviétique en 1963, 1968 et 1969, ainsi que cinq fois le tournoi de Moscou. Entre 1958 et 1972, il a aussi été 23 fois champion d'Estonie, toutes catégories confondues. En 1961, 1963 et 1965, il est désigné athlète de l'année en Estonie. En 1965 et 1970, il est médaillé d'argent des Jeux mondiaux universitaires en simple et décroche également l'or en double mixte en 1970.
Rarement autorisé à voyager en dehors des frontières du pays, sa principale performance sur le circuit européen est une finale au Queen's en 1964 où il s'incline contre Roy Emerson après avoir battu Ken Fletcher et Rafael Osuna. Il est aussi finaliste au championnat de Scandinavie à Helsinki en 1965 face à Roger Taylor et demi-finaliste à Monte-Carlo en 1967 et 1968. Il obtient en 1969 un de ses seules victoires en Europe au championnat de Pologne sur Wiesław Gąsiorek. Lors du tournoi d'Auckland, il est battu en cinq sets par Rod Laver, année où celui-ci réalise le Grand Chelem.
Il accède au 3e tour du tournoi de Wimbledon en 1960 où il est battu par le n°1 mondial Neale Fraser. Il se distingue en 1963 par une victoire sur István Gulyás au second tour. Avec son partenaire Sergei Likhachev, il réalise un succès de prestige en double en écartant les Américains Chuck McKinley et Dennis Ralston (2-6, 6-3, 3-6, 6-3, 7-5) avant de s'incliner en quart de finale face aux Français Jean-Claude Barclay et Pierre Darmon. Sa première participation aux Internationaux de France en 1965 se solde par une polémique. S'il réalise l'un de ses meilleures performance dans un tournoi majeur avec des victoires sur Mike Sangster et Nikola Pilić, il déclare finalement forfait avant son quart de finale qui devait l'opposer au sud-africain Cliff Drysdale, prétextant une blessure. Officiellement, sa fédération l'oblige à se retirer afin qu'il ne puisse affronter un joueur issu d'un pays pratiquant l'Apartheid. Battu au premier tour du tournoi en 1969 pour son retour, il s'impose néanmoins dans l'épreuve de consolation contre le local Michel Leclercq. En 1971, avec Winnie Shaw, il y atteint la finale du double mixte.
Toomas Leius est le premier joueur à être sélectionné en équipe d'Union Soviétique de Coupe Davis lors de la création de l'équipe en 1962. Il bat à cette occasion le Hollandais Willem Maris sur la terre battue de Scheveningen et gagne le double associé à Likhachev. Jusqu'en 1970, il prend part à 20 rencontres, disputant les finales européennes en 1967 et 1969 et obtenant des victoires sur Torben Ulrich, Željko Franulović et Nicola Pietrangeli.

## Après-carrière
En 1974, Toomas Leius écope de huit ans de prison pour avoir tué sa femme par strangulation après l'avoir trouvé au lit avec un autre homme. Il sort de prison au bout de cinq ans pour bonne conduite.
Il a par la suite été entraîneur en Ouzbékistan, Géorgie et Allemagne. Il est retourné en Estonie en 1997, entraînant quelques saisons l'équipe nationale de Fed Cup. Il a aussi commenté le tennis à la télévision. En 2020, il est devenu membre du temple de la renommée du sport estonien.

## Palmarès

### Finale en simple messieurs
| No | Date | Nom et lieu du tournoi                | Catégorie | Surface      | Vainqueur   | Score      |  |
| -- | ---- | ------------------------------------- | --------- | ------------ | ----------- | ---------- |  |
| 1  | 1964 | Tournoi de tennis du Queen's, Londres |           | Gazon (ext.) | Roy Emerson | 12-10, 6-4 |  |

### Finale en double messieurs
| No | Date       | Nom et lieu du tournoi    | Catégorie | Surface      | Vainqueurs                 | Partenaire       | Score                |  |
| -- | ---------- | ------------------------- | --------- | ------------ | -------------------------- | ---------------- | -------------------- |  |
| 1  | 27-01-1969 | New Zealand Open Auckland |           | Gazon (ext.) | Raymond Moore Roger Taylor | Malcolm Anderson | 13-15, 6-3, 8-6, 8-6 |  |

### Finales en double mixte
| No | Date       | Nom et lieu du tournoi      | Catégorie | Surface      | Vainqueurs                         | Partenaire       | Score    |          |
| -- | ---------- | --------------------------- | --------- | ------------ | ---------------------------------- | ---------------- | -------- | -------- |
| 1  | 11-08-1965 | Moscow International Moscou |           | NC           | Margaret Smith Robert Howe         | Galina Baksheeva | 6-4, 6-2 | Parcours |
| 2  | 24-05-1971 | Roland-Garros Paris         | G. Chelem | Terre (ext.) | Françoise Dürr Jean-Claude Barclay | Winnie Shaw      | 6-2, 6-4 | Parcours |

## Parcours dans les tournois duGrand Chelem

### En simple
| Année | Open d'Australie | Open d'Australie | Internationaux de France | Internationaux de France | Wimbledon       | Wimbledon     | US Open        | US Open    |
| ----- | ---------------- | ---------------- | ------------------------ | ------------------------ | --------------- | ------------- | -------------- | ---------- |
| 1959  | —                | —                | —                        | —                        | 1er tour (1/64) | Abe Segal     | —              | —          |
| 1960  | —                | —                | —                        | —                        | 3e tour (1/16)  | Neale Fraser  | —              | —          |
| 1961  | —                | —                | —                        | —                        | 1er tour (1/64) | Rod Laver     | —              | —          |
| 1962  | —                | —                | —                        | —                        | 2e tour (1/32)  | M. Santana    | 2e tour (1/32) | A. Palafox |
| 1963  | —                | —                | —                        | —                        | 3e tour (1/16)  | W. Bungert    | —              | —          |
| 1964  | —                | —                | —                        | —                        | 2e tour (1/32)  | M. Santana    | —              | —          |
| 1965  | —                | —                | 1/4 de finale            | C. Drysdale              | 2e tour (1/32)  | Gene Scott    | —              | —          |
| 1967  | —                | —                | —                        | —                        | 2e tour (1/32)  | Bill Bowrey   | —              | —          |
| 1968  | —                | —                | —                        | —                        | 1er tour (1/64) | Torben Ulrich | —              | —          |
| 1969  | 1/8 de finale    | Ray Ruffels      | 1er tour (1/64)          | P. Rodríguez             | 1er tour (1/64) | Ž. Franulović | —              | —          |
| 1970  | —                | —                | —                        | —                        | 1er tour (1/64) | Jan Leschly   | —              | —          |
| 1971  | —                | —                | 1er tour (1/64)          | Patrick Proisy           | —               | —             | —              | —          |

N.B. : à droite du résultat se trouve le nom de l'ultime adversaire.

### En double
| Année | Open d'Australie       | Open d'Australie      | Internationaux de France   | Internationaux de France | Wimbledon                   | Wimbledon               | US Open | US Open |
| ----- | ---------------------- | --------------------- | -------------------------- | ------------------------ | --------------------------- | ----------------------- | ------- | ------- |
| 1969  | 1/4 de finale J. Brown | K. Rosewall F. Stolle | 1/8 de finale A. Metreveli | R. Emerson R. Laver      | 1er tour (1/32) V. Korotkov | J.-C. Barclay R. Wilson | —       | —       |
| 1970  | —                      | —                     | —                          | —                        | 2e tour (1/16) V. Palman    | K. Rosewall F. Stolle   | —       | —       |
| 1971  | —                      | —                     | 2e tour (1/16) A. Volkov   | J. Alexander P. Dent     | —                           | —                       | —       | —       |
| 1972  | —                      | —                     | 2e tour (1/16) J. Paish    | J. McManus J. Osborne    | —                           | —                       | —       | —       |

N.B. : le nom du ou de la partenaire se trouve sous le résultat ; le nom des ultimes adversaires se trouve à droite.